# MI19
Le MI19 était une division de la British Directorate of Military Intelligence, au sein du War Office. Durant la Seconde Guerre mondiale, il était chargé de l'interrogatoire des prisonniers de guerre ennemis.
À l'origine, il fut créé en décembre 1940 sous le sigle MI9a, sous-section du MI9. Un an plus tard, en décembre 1941, il devint une organisation indépendante, tout en restant étroitement associé au MI9.
Le MI19 avait des Combined Services Detailed Interrogation Centres (CSDIC) à Beaconsfield, Wilton Park et Latimer, ainsi qu'un certain nombre outre-mer .
Dans l'un de ces centres connus sous le nom de "Cage de Londres", situé au palais de Kensington, à Londres, des civils et des prisonniers de guerre allemands auraient été torturés[réf. nécessaire]. Au moins un criminel de guerre allemand a été condamné et exécuté par le MI19 sur la base d'aveux obtenus sous la torture. Plusieurs autres personnes ont été condamnées et exécutées à partir de preuves que le MI19 avait obtenues par la torture d'autres personnes[réf. nécessaire].